# ۲۱۰ (پیش از میلاد)
۲۱۰ (پیش از میلاد) ۲۱۰مین سال قبل از تقویم میلادی است.